# Grande Prêmio da França de 1952
Resultados do Grande Prêmio da França de Fórmula 1 realizado em Rouen-Les-Essarts à 6 de julho de 1952. Quarta etapa da temporada, a prova foi vencida pelo italiano Alberto Ascari.

## Classificação da prova
| Pos. | Nº | Piloto                            | Construtor     | Voltas | Tempo/Diferença | Grid | Pontos |
| ---- | -- | --------------------------------- | -------------- | ------ | --------------- | ---- | ------ |
| 1    | 8  | Alberto Ascari                    | Ferrari        | 77     | 3:02:42.6       | 1    | 9      |
| 2    | 10 | Giuseppe Farina                   | Ferrari        | 76     | + 1 volta       | 2    | 6      |
| 3    | 12 | Piero Taruffi                     | Ferrari        | 75     | + 2 voltas      | 3    | 4      |
| 4    | 2  | Robert Manzon                     | Gordini        | 74     | + 3 voltas      | 5    | 3      |
| 5    | 44 | Maurice Trintignant               | Simca-Gordini  | 72     | + 5 voltas      | 6    | 2      |
| 6    | 22 | Peter Collins                     | HWM-Alta       | 70     | + 7 voltas      | 8    |        |
| 7    | 4  | Jean Behra                        | Gordini        | 70     | + 7 voltas      | 4    |        |
| 8    | 28 | Philippe Étancelin                | Maserati       | 70     | + 7 voltas      | 18   |        |
| 9    | 20 | Lance Macklin                     | HWM-Alta       | 70     | + 7 voltas      | 14   |        |
| 10   | 24 | Yves Giraud-Cabantous             | HWM-Alta       | 68     | + 9 voltas      | 10   |        |
| 11   | 36 | Rudi Fischer Peter Hirt           | Ferrari        | 66     | + 11 voltas     | 17   |        |
| 12   | 38 | Franco Comotti                    | Ferrari        | 63     | + 14 voltas     | 16   |        |
| Ret  | 6  | Príncipe Bira                     | Gordini        | 56     | Eixo            | 7    |        |
| Ret  | 42 | Mike Hawthorn                     | Cooper-Bristol | 51     | Ignição         | 15   |        |
| Ret  | 16 | Toulo de Graffenried Harry Schell | Maserati       | 34     | Freios          | 12   |        |
| Ret  | 26 | Peter Whitehead                   | Alta           | 17     | Embreagem       | 13   |        |
| Ret  | 14 | Louis Rosier                      | Ferrari        | 17     | Motor           | 9    |        |
| Ret  | 32 | Johnny Claes                      | Simca-Gordini  | 15     | Motor           | 20   |        |
| Ret  | 18 | Harry Schell                      | Maserati       | 7      | Câmbio          | 11   |        |
| Ret  | 40 | Piero Carini                      | Ferrari        | 2      | Motor           | 19   |        |
| DNS  | 34 | Rudi Fischer                      | Ferrari        | 0      | Motor           |      |        |